# Британци
Британците са хора, които живеят предимно на остров Великобритания. Британец може да се употреби и като синоним на гражданин на Обединеното Кралство (Великобритания), в този смисъл гражданите на Северна Ирландия също са британци.
При определени условия за британци се смятат и граждани на бившите колонии и особено тези, които са граждани на държави, членуващи в Британската общност. Единственото ясно разграничение се прави за гражданите на САЩ, които при никакви случаи не се възприемат като британци. САЩ също така не е част от Британската общност.
Трябва да се прави разлика с бретонците, които живеят във Франция. Въпреки че етимологията на названията им е еднаква, става дума за две различни етнически групи, макар и с общ келтски произход.